# The Last Sucker
Albums de Ministry
Rio Grande Dub
(2007) Cover Up
(2008)
The Last Sucker est le 11e album studio du groupe de metal industriel Ministry, sorti en 2007.
L'album constitue la troisième et dernière partie de la trilogie politisée anti-George W. Bush, précédé de Houses of the Molé (2004) et de Rio Grande Blood (2006).
C'est également le dernier album qui contient des chansons créées par le groupe avant leur pause de 3 ans où ils procéderont à l'enregistrement de Relapse (2012). L'album suivant de Ministry, Cover Up, n'est lui constitué que de reprises.

## Vue d'ensemble
Le leader et chanteur du groupe Fear Factory Burton C. Bell a participé à l'album pour l'enregistrement de quelques paroles.
La dernière piste, "End of Days Part Two", contient un long extrait du discours d'adieu du 34e président des États-Unis, Dwight Eisenhower, d'avertissements sur les dangers du "complexe militaro-industriel". La fin de la chanson reprend la fin de "O Fortuna" en arrière-plan. La même musique a été utilisée au début du premier album dans la trilogie Anti-Bush, Houses of the Molé.

## Liste des chansons
1. "Let's Go" (Jourgensen/Quirin) - 4:53
2. "Watch Yourself" (Jourgensen/Raven) - 5:30
3. "Life Is Good" (Jourgensen/Quirin) - 4:15
4. "The Dick Song" (Jourgensen/Quirin) - 5:50
5. "The Last Sucker" (Jourgensen/Victor) - 6:00
6. "No Glory" (Jourgensen/Victor) - 3:42
7. "Death and Destruction" (Jourgensen/Quirin) - 3:32
8. "Roadhouse Blues" (Morrison/Krieger/Manzerek/Densmore) (ft. Casey Chaos/Amen) (reprise de The Doors) - 4:26
9. "Die in a Crash" (Jourgensen/Victor/Bell)(ft. Burton C. Bell/Fear Factory) - 4:04
10. "End of Days (Part 1)" (Jourgensen/Victor/Raven/Bell) (ft. Burton C. Bell/Fear Factory) - 3:22
11. "End of Days (Part 2)" (Jourgensen/Victor/Raven/Bell) (ft. Burton C. Bell/Fear Factory) - 10:26